# الجامعة التونسية للرياضة للجميع
الجامعة التونسية للرياضة للجميع (بالفرنسية: Fédération Tunisienne des Sports Pour Tous)‏ هي جامعة رياضية تونسية تأسست في 18 ديسمبر 2007، تشرف على الرياضة بين مختلفة الأجيال في تونس.

## أهداف
تهدف الجامعة التونسية للرياضة للجميع في نهجها الأكثر شمولاً إلى تحسين نوعية حياة الأشخاص من خلال تشجيعهم على تبني أسلوب حياة صحي وتعزيز الروابط بين الأجيال المختلفة.

## وصلة خارجية
- الموقع الرسمي للجامعة التونسية للرياضة للجميع.